# Terrahawks
 (septembre 2021).
Si vous disposez d'ouvrages ou d'articles de référence ou si vous connaissez des sites web de qualité traitant du thème abordé ici, merci de compléter l'article en donnant les références utiles à sa vérifiabilité et en les liant à la section « Notes et références ».
Terrahawks est une série télévisée britannique en 39 épisodes de 25 minutes créée par Gerry Anderson et Christopher Burr et diffusée entre le 8 octobre 1983 et le 26 juillet 1986 sur ITV.
La série reste inédite dans tous les pays francophones.

## Synopsis
En 2020, après avoir détruit la base martienne de la WASA (World Aeronautics & Space Administration), des extra-terrestres décident d'envahir la Terre. La seule force pouvant s'opposer à eux est l'organisation des Terrahawks. Sa base secrète est située dans un pays d'Amérique du Sud appelée Hawknest. Ils disposent d'un arsenal de machines et d'armes sophistiquées capables d'éviter le pire.

## Distribution

### Voix originales
- Jeremy Hitchen : Docteur « Tiger » Ninestein / Lieutenant Hiro / Colonel Johnson / It-Star
- Denise Bryer : Capitaine Mary Falconer / Zelda, la némésis des Terrahawks
- Anne Ridler : Capitaine Kate Kestrel pour la version normale / Cy-Star
- Moya Griffiths : Capitaine Kate Kesterl pour la version chantée
- Robbie Stevens : Lieutenant Hawkeye / Yung-Star / Space Sergeant 101
- Windsor Davies : Sergent Major Zero

## Fiche technique
- Titre original : Gerry Anderson & Christopher Burr's Terrahawks
- Création : Gerry Anderson et Christopher Burr
- Production : Gerry Anderson, Christopher Burr et Bob Bell
- Musique : Richard Harvey
- Montage : Tony Lenny
- Création des décors : Gary Tomkins
- Supervision des effets visuels : Steve Begg
- Conception des maquettes : Steven Woodcock
- Supervision des marionnettes : Christine Glanville
- Compagnies de production : Anderson Burr Pictures - LTW
- Compagnie de distribution : Anderson Entertainment
- Pays d'origine :  Royaume-Uni
- Langue : Anglais Mono
- Image : Couleurs
- Ratio écran : 1.33:1 4:3
- Durée : 39 x 23 minutes

## Production

### Création et tournage
À la différence des autres séries de Gerry Anderson qui utilisaient des marionnettes fonctionnant avec des fils (Fusée XL5, Supercar, Stingray ou Les Sentinelles de l'air) puis avec des animations électroniques (Captain Scarlet, Joe 90, Service Secret), ici le procédé de la Supermarionation cède la place à la Supermacronation qui consiste à utiliser des marionnettes en latex animées par des gants. Un système moins coûteux puisque le budget est utilisé en priorité pour la création des maquettes et des décors. En dehors de cette distinction, la série est conforme à toutes les autres productions d'Anderson. Pour faire de plus amples économies, la série était filmée en 16 mm au lieu du 35 mm.

### Réception critique
La série a connu un grand succès dans les pays anglo-saxons mais sa notoriété n'a pas été au-delà des frontières comme a pu l'être celle des Sentinelles de l'air. Si elle a eu un certain regain d'intérêt sur le marché américain, ce n'est toutefois qu'au Japon qu'elle s'est vite bâtie un statut de série culte. Elle a aussi connu un marchandisage important dans les années 80 avec la mise en marché de produits dérivés (VHS, figurines, maquettes, puzzles, bandes dessinées). Parallèlement, la production a aussi assurée la promotion de singles de certaines chansons apparaissant dans la série.

## Univers de la série

### Les personnages
Les Terrahawks
- Docteur « Tiger » Ninestein : Son prénom est inconnu. Il est le neuvième clone créé par le docteur Gerhard Stein d'où son surnom. Il est toujours prêt pour l'action et son loisir favori est de jouer à un jeu vidéo lorsqu'il combat l'ennemi. Ses expressions favorites sont Expect the Unexpected qu'on pourrait traduire par Attendez-vous à l'inattendu, mais aussi I have a theory ... J'ai une théorie ... et lorsqu'il ne parvient pas à trouver une solution à un problème, il crie Flaming Thunderbolts ! qui n'a pas d'équivalent en français. S'il est tué, il peut être remplacé dans les vingt-quatre heures par un autre clone. Son petit nom est Tiger. L'acteur qui le double s'est inspiré de Jack Nicholson pour les intonations. Il pilote le vaisseau Battlehawk. Il est le leader des Terrahawks.
- Capitaine Mary Falconer : Elle pilote aussi le Battlehawk. Elle agit en tant que second à bord du vaisseau. Mais elle est beaucoup plus posée et calme. C'est la véritable voix de l'actrice qui la double sans effet ni intonation différente. Elle est seconde dans la chaîne de commandement de l'organisation des Terrahawks.
- Capitaine Kate Kestrel : Elle pilote le Hawkwing et est troisième dans la chaîne de commandement des Terrahawks. Sa véritable identité est Katherine Westley. Kate a un métier dans le civil : c'est une star de la chanson pop. Sa compagnie de disques se nomme Anderburr Records, un clin d’œil aux producteurs de la série Gerry Anderson et Christopher Burr. C'est le seul personnage doublé par deux femmes : l'une pour les scènes de comédie et l'autre pour les chansons.
- Lieutenant Hawkeye : C'est l'officier artilleur du Hawkwing aux côtés de Kestrel. C'est le numéro quatre de l'organisation. À la suite d'un accident sur le terrain, ses yeux ont été remplacés par des micro-puces développant ses capacités lors des tirs de combat. Sa réplique habituelle est Aye, Aye lorsqu'il répond à un ordre. Sa véritable identité est Hedley Howard Henderson III.
- Lieutenant Hiro : Son nom complet est inconnu. Il dirige le vaisseau Spacehawk, une sorte de station spatiale qui transite au dessus de La Terre tel un satellite. Il a une collection de fleurs à qui il donne des noms et lit de la poésie. Son accent japonais est souvent source de plaisanterie pour ses collègues.
- Colonel Johnson : Son nom complet est inconnu. Il dirige le WASA (World Aeronautics & Space Administration) et aussi les Terrahawks. Malgré le fait qu'il donne des ordres, ces derniers ne sont pas toujours pris en compte par Ninestein.

Les Zéroïds
Ce sont des robots de forme sphériques qui servent de puissance de feu au Spacehawk lors des attaques extra-terrestres. Certains d'entre eux ont des aptitudes et des comportements proches des humains. Deux d'entre eux particulièrement :
- Sergent Major Zero : Il commande les Zeroids stationnés sur La Terre. Son cri de bataille est « Geronimo ! ».
- Space Sergeant 101 : Il commande les Zeroids sur la station Spacehawk.

D'autres Zeroids sont particuliers comme les suivants :
- Dix-Huit : Il s'appelle French et comme son nom l'indique parle avec un accent français. Il a une moustache peinte sur son métal.
- 55 : Il a la particularité de sautiller tout le temps en faisant de la musique.
- 22 : Il bégaie tout le temps.
- 66 : Il a un fort accent écossais.

Les Zeroids ont la capacité d'augmenter leur masse et peuvent devenir aussi puissants qu'un trou noir.
Les Aliens
Ce sont des androïdes venus de la planète Guk. Ils se sont rebellés contre leurs créateurs et les ont détruits. Ils sont partis pour conquérir l'univers et faire de La Terre leur planète natale.
- Zelda : C'est la plus ancienne des androïdes au vu de ses cheveux blancs. Elle a des pouvoirs sur la matière et est capable de transporter par la pensée ses créatures. Elle fut créée au départ pour servir de garde du corps au prince Zegar de Guk mais ses ambitions l'ont menées à la révolte. Elle est persuadée que les humains sont maléfiques et que son devoir est de débarrasser l'univers de leur présence.
- Cy-Star : on prononce Si-ster. C'est la sœur de Zelda. Elle n'est pas très intelligente mais est très optimiste. Ses répliques sont I don't understand (Je ne comprends pas) et Wonnnnnnderful ! (Fantastique). Au cours de la troisième saison, elle donnera naissance à It-Star.
- Yung-Star : C'est le fils de Zelda. Comme sa tante, il n'est pas très intelligent mais il cumule plusieurs tares : lâche, paresseux et glouton. Il accompagne constamment les monstres que sa mère envoie sur Terre. Pour subvenir à leur fonctionnement, les androïdes doivent consommer du silicate qui se trouve dans les rochers qu'ils ingurgitent. Et Yung-Star en consomme plus que de raison.
- It-Star : Surnommé aussi Goybirl ou Birlgoy à l'occasion. Sa mère n'ayant pas décidé quelle personnalité son enfant aurait, cette créature est schizophrène hermaphrodite et a deux genres, féminin et masculin.

Les Cubes
C'est la réponse des Aliens aux Zeroids. Les Cubes peuvent se combiner afin de créer des structures mais aussi des armes de destruction. Cy-Star se sert d'un des cubes comme animal de compagnie.
Les Monstres
Créés pas Zelda. Elle les garde dans des containers cryogénisés et les utilise quand elle en a envie.
- Sram : C'est une bête qui ressemble à un reptile. Son sang est toxique et dangereux pour les humains. Son nom est une anagramme de Mars.
- The Sporilla : C'est un monstre qui est contrôlé à distance par une boite de commande. Lors d'un épisode, les Terrahawks parviennent à détruire la commande et découvrent que la créature n'a pas d'intentions belliqueuses envers les terriens, bien au contraire. Son apparence ressemble à celle d'un gorille avec des cornes.
- M.O.I.D : En fait, le nom complet est The Master Of Infinite Disguise qu'on pourrait traduire par « Le Maître du déguisement à l'infini ». C'est un squelette d'alien qui n'a pas d'apparence physique mais est capable de prendre possession des corps de n'importe qui. Il a des sentiments pour Kate Kestrel.
- Yuri : Il a l'apparence d'un simple ourson en peluche. Il a des pouvoirs mentaux.
- Lord Tempo : Comme son nom l'indique, il est capable de voyager dans le temps.
- Tamura : C'est un samouraï de l'espace. Il a un vaisseau spatial l'Ishimo.
- The Krell : C'est un monstre chevelu qui a un seul œil capable d'envoyer un rayon laser.
- Cyclops : C'est une créature qui a une toison noire et rouge avec un œil géant. Il est capable d'absorber le métal.
- Captain Goat : C'est un pirate de l'espace.
- Cold Finger : C'est un extra-terrestre qui agit sur l'eau et la glace. Son vaisseau est entièrement fait de glace.

### Les véhicules
- Le Battlehawk : C'est un vaisseau d'attaque qui transporte aussi un tank de combat appelé Battletank. Il sert aussi au transport des Zeroids.
- Le Terrahawk : C'est le centre de commandement qui se détache du Battlehawk.
- Le Hawkwing : C'est un avion de combat dont l'aile se détache.
- Le Treehawk : C'est un lanceur orbital monoétage pour transporter du personnel vers le Spacehawk.
- Le Spacehawk : C'est la station spatiale qui sert de ligne de défense contre les aliens.
- L' Overlander : Un véhicule de transport de matériel. Il est à maintes fois détruit dans la série.
- Le Battletank : Il est transporté par le Battlehawk et conduit par les Zeroids.
- Le Spacetank : Utilisé une seule fois par Zéro et Dix-Huit dans un épisode. Il sert de véhicule spatial.
- Hudson : C'est une Rolls Royce dotée d'une intelligence artificielle. C'est l'une des voitures de Ninestein.

## Épisodes

### Première saison (1983)
1. Expect the Unexpected, part I
2. Expect the Unexpected, part II
3. Thunder-Roar
4. Happy Madeday
5. The Ugliest Monster of All
6. Close Call
7. The Gun
8. Gunfight at Oaky's Corral
9. Thunder Path
10. From Here to Infinity
11. Mind Monster
12. A Christmas Miracle
13. To Catch a Tiger

### Deuxième saison (1984)
1. Operation S.A.S
2. Ten Top Pop
3. Play It Again, Sram
4. The Ultimate Menace
5. Midnight Blue
6. My Kingdom for a Zeaf
7. Zero's Finest Hour
8. Cold Finger
9. Unseen Menace
10. Space Giant
11. Cry UFO
12. The Midas Touch
13. Ma's Monsters

### Troisième saison (1986)
1. Two for the Price of One
2. First Strike
3. Terratomb
4. Space Cyclops
5. Doppelganger
6. Child's Play
7. Jolly Roger One
8. Runaway
9. Space Samurai
10. Timewarp
11. Operation Zero
12. The Sporilla
13. GO(L)D

## DVD / Blu-ray
Royaume-Uni
- Terrahawks : The Complete Series (Coffret 10 DVD) sorti le 20 juillet 2004 chez Revelation Films. Le ratio image est en 1.33:1 plein écran 4:3 en version originale sans sous-titres. En suppléments : les scripts des épisodes, Profils et biographies des personnages, chronologie des Terrahawks, interviews des acteurs du doublage, les coulisses du tournages, interview de Gerry Anderson, bêtisier, galerie d'images de production. Il s'agit d'une édition Zone 0 visible sur tous les lecteurs. (ASIN B00029RE1W)
- Terrahawks The Complete First Series (Coffret 2 Blu-Ray) (13 épisodes) sorti le 25 juillet 2016 chez Network. Le ratio image est en 1.33:1 panoramique 16/9 natif en version originale en 1080i. Des sous-titres en anglais sont disponibles. En suppléments : les effets visuels de la série (30 minutes) par Steve Begg et Terry Adlam, la musique de la série avec une interview de Richard Harvey (21 minutes), featurette Zeroids contre Cubes (3 minutes), les effets spéciaux de la saison 1 (14 minutes), nouvel épisode audio (35 minutes), clip vidéo (7 minutes), galerie photos, film cinéma Expect the Unexpected (92 minutes de la version pilote de la série) en version standard. Il s'agit d'une édition Zone 2. (ASIN B01CA3XEAC)
- Terrahawks Volume 2 (Coffret 2 Blu-Ray) (13 épisodes) sorti le 14 novembre 2016 chez Network. Le ratio image est en 1.33:1 panoramique 16/9 natif en version originale en 1080i. Des sous-titres en anglais sont disponibles. En suppléments : Terrahawks Reunion (Réunion des acteurs doubleurs de la série), The Voices of Terrahawks (interviews des doubleurs), making of effets visuels, épisode audio inédit, notes de production, galerie d'images, spots tv, publicités d'époque, les coulisses de la série. Il s'agit d'une édition Zone 2. (ASIN B01L9GMI1C)
- Terrahawks Volume 3 (Coffret 2 Blu-Ray) (13 épisodes) sorti le 27 mars 2017 chez Network. Le ratio image est en 1.33:1 panoramique 16/9 natif en version originale 1080i. Des sous-titres en anglais sont disponibles. En suppléments : The Terrahawks Story (HD), SuperMacroMachinations avec la marionnettiste Judy Preece (HD), Why we Love Terrahawks (HD), documentaire Electric Theatre Show (HD), musique de la série, Effets spéciaux (HD), épisode audio, galerie d'images, notes de production. Il s'agit d'une éditions Zone 2. (ASIN B01NAHPAYS)

 États-Unis
- Terrahawks, The Complete Series (Coffret 5 DVD) sorti le 27 janvier 2004 chez A&E Home Video. Le ratio image est en 1.33:1 plein écran 4:3 en version originale sans sous-titres. En suppléments : commentaire audio des producteurs sur un épisode, commentaire du responsable des effets visuels sur un épisode, galerie de photos, biographies de personnages, description des véhicules et des personnages. Il s'agit d'une édition NTSC Zone 1. (ASIN B00012QLGE)

## Produits dérivés
- Un jeu vidéo Terrahawks développé par Ed Averett a été édité par Philips en 1983 pour la console Videopac[1]. Il s'agit en réalité d'une adaptation de Attack of the Time Lord! sorti l'année précédente sur Odyssey².
- Un autre jeu vidéo Terrahawks a été développé par CRL Group en 1984 pour ZX Spectrum.